# MP6
Rise mP6はRise TechnologyによりIntel Pentiumと対抗するべく設計されたスーパーパイプラインでスーパースカラーのマイクロプロセッサである。

## 歴史
Rise Technologyはx86互換マイクロプロセッサの開発に5年を費やし、1998年11月にSuper Socket 7プラットフォーム向けの低コスト、低消費電力の製品として投入した。

### 設計
mP6はMMX命令セットを採用し、3つのMMXパイプラインを有することで、最大3つのMMX命令を1サイクルで実行することを可能にした。3つの整数ユニットにより3つの整数命令を1サイクルで実行することも可能になっており、完全にパイプライン化された浮動小数点ユニットにより2つの浮動小数点命令を1サイクルで実行することが可能であった。性能をさらに向上させるため、コアには分岐予測が搭載され、データ従属性による競合を解消するための手法がいくつも用いられた。
同周波数でmP6はIntel Pentium IIとほぼ同等の性能を有するとRiseは主張した。

### 性能
先進的な特徴にもかかわらず、mP6の実使用での性能は期待外れであることが明らかになった。これは主にL1キャッシュの容量が少ないことに由来した。もう1つの理由としては、主な競争相手がIntel Celeron 266やIDT WinChip 2-266、そしてAMD K6-2 266であったにもかかわらず、Rise mP6のPR 266レーティングが旧世代の製品であるIntel Pentium MMXに基づいていることがあった。競争相手はいずれもほとんどのベンチマークやアプリケーションにおいてより高い性能を発揮した。Intel CeleronやAMD K6-2は実際に266MHzで動作しており、IDT WinChip 2のPRレーティングはAMDの製品に基づいていた。

### 採用
1998年の製品発表後、mP6が幅広く採用されることはなく、Riseは翌年の12月に市場から静かに撤退した。
競争相手であったCyrixやIDTと同様、RiseはIntel及びAMDに立ち向かうことはできないことを認識した。

## 遺産

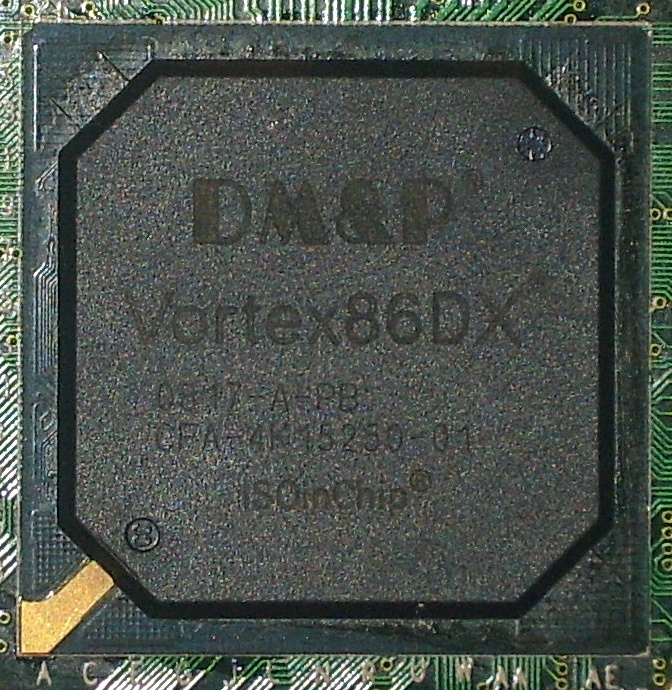
Vortex86DX

Silicon Integrated Systems (SiS) がmP6の技術のライセンスを受け、SiS 550に使用した。SiS 550はmP6 CPU、チップセット（ノースブリッジ及びサウスブリッジ）、サウンド、ビデオを統合したSystem-on-a-chip (SoC)であった。SiS 550はいくつかのコンパクトPCやDVDプレイヤーのような民生機器に採用された。SiS 551チップはDM&PからVortex86 (M6127D) として販売された。
後にDM&PはmP6の設計をSiSから引き継ぎ、Vortex86 SoC製品ラインの下で開発を続けている。
DM&Pは後にXcoreがVortex86をXcore86としてリブランドすることを許可する契約を行った。

## ラインナップ
| モデルナンバー | 周波数 (MHz) | L1キャッシュ (KB)     | FSB (MHz) | 倍率 | 電圧 (V)  | TDP (W) | CPUソケット                     | 発表日                     | 部品番号                    | 価格 |
| -------------- | ------------ | --------------------- | --------- | ---- | --------- | ------- | ------------------------------- | -------------------------- | --------------------------- | ---- |
| PR 166         | 166          | 8 (データ) + 8 (命令) | 83        | 2x   | 2.75–2.85 | 7.28    | Super Socket 7 BGA 387 PPGA 296 | 1998年10月13日             | MP6441RPFE4-Q               | $50  |
| PR 233         | 190          | 8 (データ) + 8 (命令) | 95        | 2x   | 2.75–2.85 | 8.11    | Super Socket 7 BGA 387 PPGA 296 | 1998年10月13日             |                             |      |
| PR 266         | 200          | 8 (データ) + 8 (命令) | 100       | 2x   | 2.75–2.85 | 8.54    | Super Socket 7 BGA 387 PPGA 296 | 1998年10月13日             | MP6441DPFH4-Q MP6441RPFH4-Q | $70  |
| PR 333         | 240          | 8 (データ) + 8 (命令) | 95        | 2.5x | 2         | 10.18   | Super Socket 7 BGA 387 PPGA 296 | 1999年5月26日 サンプルのみ | MP65RPAPG5-ES               |      |
| PR 366         | 250          | 8 (データ) + 8 (命令) | 100       | 2.5x | 2         | 10.72   | Super Socket 7 BGA 387 PPGA 296 | 1999年5月26日 サンプルのみ | MP65RPAPH5-DS               |      |